# Fluoreto de potássio
Fluoreto de potássio é o composto de fórmula química KF